# Thank you for the Music
「Thank you for the Music」（サンキュー・フォー・ザ・ミュージック）は、アメリカ合衆国ワシントンD.C.出身の歌手、ダイアナ・ガーネットの楽曲で、メジャー3枚目のオリジナルシングル（通算4枚目シングル）。2018年11月7日に発売。発売元はpointblanc INC。

## 概要
前作「難解!ミステリー」から約3年でのリリースで、ダイアナ・ガーネットの3枚目アニメタイアップシングル。自身初の歌詞の共作参加した。
CDは、通常盤(PTBC-0006)の1種類。

### タイアップ
- タイトル曲の「Thank You For the Music」は、TVアニメ『ねこねこ日本史』第3期第2弾エンディングテーマ。[1][2][3]
- カップリング曲の「My Life」は、ラジオ番組『社と旅と音楽と』のオーペニングテーマ、[4]LINE LIVE、YouTubeWebドラマ『渋谷ボーイズスクランブル』第3話も挿入歌。[5][6]

## 収録曲
全曲、作曲・編曲：KOSEN
1. Thank you for the Music [3:58]
  - 作詞：ダイアナ ガーネット／Shunta（Brian the Sun）
  - NHK Eテレアニメ『ねこねこ日本史』第3期第2弾エンディングテーマ。
2. My Life [4:57]
  - 作詞：ダイアナ ガーネット／上野紗也加（hoval）／山本絵里加（hoval）
  - FM FUJIラジオ番組「社と旅と音楽と」オーペニングテーマ。[4]
  - LINE LIVE、YouTubeWebドラマ『渋谷ボーイズスクランブル』第3話挿入歌。[5][6]
3. Thank you for the Music -Instrumental- [3:59]

## 参加アーティスト
- ダイアナ・ガーネット - 歌詞、ボーカル
- Shunta - 歌詞
- KOSEN - 全作曲・全編曲
- 上野紗也加 - 歌詞
- 山本絵里加 - 歌詞